# Kamenná Poruba (kraj żyliński)
Kamenná Poruba – wieś (obec) na Słowacji położona w kraju żylińskim, w okręgu Żylina. Pierwsze wzmianki o miejscowości pochodzą z roku 1368.
Według danych z dnia 31 grudnia 2010, wieś zamieszkiwało 1843 osób, w tym 919 kobiet i 924 mężczyzn.
W 2001 roku rozkład populacji względem narodowości i przynależności etnicznej wyglądał następująco:
- Słowacy – 99,72%
- Czesi – 0,22%